# C.S. Fond a.s.
 (août 2014).
La société C.S. Fond a. s. est la désignation abrégée incluant trois fonds communs de placement, gérés auparavant par la société CS Fond, a.s., société d'investissements, à savoir C.S. Fond kapitálových výnosů (Fonds de revenus de capital), C.S. Fond energetiky (Fonds d'énergétique) et C.S. Fond pravidelných dividend (Fonds de dividendes réguliers). Depuis 1998, ils sont gérés par la société AKRO investiční společnost, a.s. sous les dénominations AKRO fond progresivních společností, AKRO globální akciový fond et AKRO balancovaný fond.
On parle avant tout de C.S. Fondy en lien avec le détournement de ses fonds en 1997, éventuellement avec le litige portant sur un dédommagement entre la société d'investissements AKRO et la République tchèque - ministère des Finances de la République tchèque.

## Gestion de C.S. Fondy
Jusqu'en février 1997, c'est la société d'investissements C.S. Fond, a.s., société d'investissements contrôlée par un grand nombre d'investisseurs regroupés dans le "groupe Motoinvest", qui gérait C.S. Fondy.
Après la mise sous administration judiciaire d'Agrobank en septembre 1996, ce groupe a décidé de vendre de manière accélérée tous ses actifs et de quitter le marché; c'est dans ce cadre que les propriétaires de la société C.S. Fond, a.s. ont décidé de vendre également cette société. Cela a eu lieu en février 1997, quand C. S. Fond, a.s. a été vendue à la société chypriote Austell Enterprises Ltd. Se sont ensuivis deux autres changements de propriétaires : la société tchèque CRASSUS, s.r.o. a acheté à Austell C.S. Fond, a.s. et la société russe Kos-Mos l'a achetée à CRASSUS, s.r.o. La nouvelle direction de la société C.S. Fond, a.s., mise en place par le propriétaire russe, a ensuite détourné les fonds de C.S. Fondy. 
Par la suite, la gestion de C.S. Fondy a été transférée sur décision du ministère des Finances de République tchèque à la société d'investissements AKRO, qui les administre jusqu'alors.

## Détournement des fonds de C.S. Fondy
Les fonds de C.S Fondy ont été "détournés" peu après que C.S. Fond, a.s. est devenue la propriété de la société russe Kos-Mos. Celle-ci a pris possession de C.S. Fondy dans une situation dans laquelle la majorité de ses actifs se trouvait sur les comptes bancaires de chaque C.S. Fondy sous forme de liquidités, étant donné l'ouverture prévue des fonds et l'attente d'une baisse des marchés des actions.
Le directoire de la société, les détenteurs de parts des fonds et le management ont pris connaissance du changement de propriétaire le 3 mars 1997, quand le notaire pragois Robert Hochman a confirmé le nouveau propriétaire de C. S. Fondy, qui est devenue la société moscovite KosMos, Ltd., représentée par l'homme d'affaires Nikolaï Trofimov.
Les représentants de la société KosMos Ltd. firent enregistrer sur le même acte notarié trois citoyens tchèques en tant que nouveaux représentants statutaires de C. S. Fondy. L'un d'entre eux, à cette époque un jeune homme sans emploi âgé de vingt-et-un ans, Václav Franta de Chrastava près de Liberec, reçut dans le même temps le droit de signature et une procuration pour réaliser les transactions de la société. Ce même jour, il l'utilisa pleinement: il se rendit dans la banque Plzeňská banka, où l'argent des fonds était déposé, présenta les pleins pouvoirs fraîchement reçus de la part des représentants de KosMos Ltd. et donna un ordre de virement d'1,23 milliard de couronnes, à savoir l'ensemble des actifs de C. S. Fondy, sur le compte de la britannique Ltd Swirlglen pour l'achat des actions quasiment sans valeur de la société Drůbež Príšovice, qui n'étaient même pas commercialisables publiquement.
L'argent transita à travers la société de courtage Umana (les courtiers d'Umana Josef Matoulek et Vladislav Naď ayant facilité la transaction) jusqu'à la banque pragoise Girocredit sur le compte de la société Swirlglen. De là, il devait être envoyé à l'étranger. L'opération parut si douteuse à Girocredit que celle-ci réclama une enquête au service d'analyse financière du ministère des Finances (FAÚ MF), qui était le seul à pouvoir suspendre les virements.
Mais le directeur du FAÚ MF Jiří Kudlík autorisa le 11 mars 1997 l'envoi de l'argent à l'étranger, après avoir reçu la visite de deux représentants de la société Swirlglen. Le 12 mars 1997, quasiment l'ensemble des actifs de C. S. Fondy disparut donc définitivement sur des comptes en Suisse, au Liechtenstein, à Gibraltar et aux États-Unis.  

## Enquête et ses conséquences
Les détenteurs de parts des fonds de C. S. Fondy ne se satisfirent pas de la perte de leur argent et déposèrent de nombreuses plaintes en dédommagement. En janvier 2001, la juge du Tribunal municipal de Prague, Hana Hubáčková, prononça à l'encontre de quatre hommes ayant pris part au vol du milliard de C. S. Fondy des peines allant de 5 à 10 ans. Mais en septembre 2003, le juge de la Cour supérieure de Prague, Pavel Zelenka, renvoya toute l'affaire à la "ville" en demandant un complément de preuves. Son principal reproche était que le tribunal municipal avait utilisé comme preuve l'interrogatoire russe de Trofimov, auquel n'avait pas pu prendre part les défenseurs des accusés.
En mars 2002, les clients de C. S. Fondy ont remporté leur litige avec Plzeňská banka, qui, en tant que dépositaire des fonds, n'aurait pas dû réaliser la transaction douteuse.
Depuis le milieu de l'année 1999 ont été poursuivis les gérants de la société Crassus Petr Müller et Jaromír Florián, pour avoir "fabriqué" par plusieurs transactions financières des actions sans valeur de la société Drůbež Příšovice a.s, ayant été vendues à KosMos, Ltd. pour plus d'un milliard de couronnes,.
À la fin février 2003 est tombé un autre jugement important dans l'affaire du détournement des fonds de C. S. Fondy. La juge du Tribunal de circonscription de Prague 4, Hronová, a décidé que le ministère des Finances devait payer à un des détenteurs de parts des fonds de C. S. Fond, Zdeňek Řepka de Hradec Králové, un dédommagement de 88 000 CZK et, de plus, les frais de procédure judiciaire. Le jugement signifiait une bonne nouvelle avant tout pour les autres détenteurs de parts de C. S. Fond. Il s'agissait en effet du tout premier de ces litiges concernant un dédommagement que le ministère des Finances avait perdu.
En octobre 2007, la police a proposé au ministère public de mettre en accusation également Pavel Tykač pour le détournement d'un milliard de C. S. Fondy. Mais une reprise de la procédure a été autorisée contre Tykač au début de l'année 2013. Cette reprise avait été proposée par le Ministère public supérieur de Prague dès 2012 sur la base d'une affirmation de l'entrepreneur František Bušek (auparavant Chobot) et de ses associés Klaus Schimmelpfennig et Oskar Gerlach, selon laquelle c'était justement Tykač qui était derrière le détournement des fonds de C. S. Fondy et sur la base d'un procès-verbal qu'ils avaient présenté sur une prétendue rencontre dans la ville autrichienne de Kufstein, où ils auraient convenu du partage de l'argent volé. Mais l'affirmation de ces personnes a été bientôt extrêmement mise en doute, lorsque le procès-verbal de la prétendue rencontre qu'ils avaient présenté apparut être un faux, et, de plus, de manière assez évidente: le créateur du procès-verbal, qui aurait dû être créé en 1997, avait en effet selon les experts judiciaires utilisé pour la création du procès-verbal la police de caractères Calibri, qui ne fut cependant inventée que plusieurs années plus tard (elle fut conçue en 2003 et se répandit pour un usage courant en 2007), ce qui témoigne clairement du fait que le procès-verbal a été considérablement antidaté. Par la suite, soit ils refusèrent eux-mêmes de témoigner de crainte de poursuites pénales à leur encontre ou soit ils témoignèrent quelque chose d'autre en tant que témoins, l'argent de C. S. Fondy ayant terminé selon les preuves établies sur les comptes d'autres personnes que Pavel Tykač.
Tykač lui-même avait affirmé depuis le début que Bušek l'avait fait chanter dès 2011 en le menaçant, s'il ne lui versait pas 500 millions de CZK, de fabriquer des preuves contre lui et de l'accuser du détournement des fonds de C. S. Fondy. Jusqu'alors, il n'a pas été possible de démontrer si cela a réellement eu lieu, néanmoins la réalité est que de nombreuses autres circonstances et actes non standards, qui firent l'objet de discussions dans les cercles spécialisés et avertirent aussi des insuffisances systémiques dans le contrôle de l'activité des représentants du ministère public (dans le cas en question le représentant du ministère public n'ayant pas respecté de manière répétée les conclusions engageantes de la Cour supérieure et de la Cour suprême), ont aussi accompagné la reprise des poursuites contre Tykač. En tous les cas, le ministère public a en fin de compte à nouveau arrêté les poursuites contre Tykač en décembre 2015 après une reprise de l'enquête de presque trois ans.
Une autre personne, dont on a parlé en lien avec le détournement des fonds de C.S. Fondy au moins depuis 2004 déjà, mais n'ayant jamais été accusé de ce détournement, est le financier controversé Petr Sisák,. C'est l'ex-petite amie de Sisák, Lucie Lunde (auparavant Václavíková), mais aussi le condamné Josef Matoulek, qui mentionnèrent Sisák et les gens l'entourant. Des personnes de son entourage ont été également liées à cette affaire de manière probante: le beau-père de Sisák, Jaromír Florián (à l'époque gérant et associé de la société CRASSUS, s.r.o., qui avait vendu C.S. Fondy à la société russe Kos-Mos) ou le collaborateur de longue date de Sisák, Petr Müller (gérant avec Jaromír Florián de CRASSUS, qui avait travaillé auparavant, entre autres, avec la femme de Sisák, Věra, et avec le beau-père de Sisák, Florián, au sein de la société První slezská kapitálová společnost, qui possédait, entre autres, déjà auparavant une part importante de l'établissement Drůbežářsky závod Příšovice, prédécesseur de fait de Drůbež Příšovice). Le condamné Matoulek désigna Sisák avec Florián et Vasil Mohorita, demi-frère de Florián et ancien chef de l'Union socialiste de la jeunesse, comme les principaux artisans du détournement des fonds de C.S. Fondy.
En fin de compte, ils ne furent jamais condamnés dans cette affaire, ni même les déjà mentionnés Bušek, Schimmelpfennig et Gerlach, qui avaient avoué leur participation à l'escroquerie, ni leur collaborateur Gunnar Kühn, alors directeur de la société Swirlglen, par laquelle avait transité l'argent volé vers l'étranger.

## Dédommagements
L'administrateur judiciaire de C. S. Fondy est arrivé avec l'aide d'avocats embauchés et d'une agence de détectives à retracer le parcours d'une grande partie de l'argent volé et à récupérer environ 200 millions de couronnes. AKRO a reçu les 650 millions de couronnes restants pour les fonds pour la vente d'une créance pour un dédommagement à l'encontre de Plzeňská banka.
Puis, en 2012, AKRO a de plus obtenu par voie judiciaire une somme de presque 2,1 milliards de couronnes pour un dédommagement à l'encontre de l'État. Ce verdict a été ensuite annulé par la Cour suprême, mais comme l'État avait déjà versé le dédommagement entre-temps et qu'AKRO avait refusé de rendre la somme versée, l'État réclame maintenant son versement par voie judiciaire au titre d'un enrichissement sans cause. Si le litige se terminait finalement bien pour AKRO et si elle ne devait pas rendre cette somme, alors les compensations obtenues, dont une partie considérable est formée par des intérêts élevés, dépasseraient au total 2,9 milliards de couronnes et dépasseraient ainsi de manière considérable le dommage originellement subi. Paradoxalement, toute cette affaire peut finir de manière très avantageuse pour les détenteurs de parts des anciens C. S. Fondy.